# The Bhutan Times
The Bhutan Times est le premier hebdomadaire privé du Bhoutan, et le deuxième en termes de diffusion, après le journal national Kuensel. La première édition parut le 30 avril 2006, publiant un entretien avec le prince héritier du Bhoutan, Jigme Khesar Namgyal Wangchuck, récemment désigné pour succéder à son père en 2008.

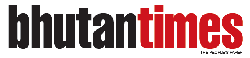

La création d'une presse indépendante au Bhoutan a été reconnue comme une étape importante dans l'actuelle transformation du pays en un état démocratique.